# Wercheren

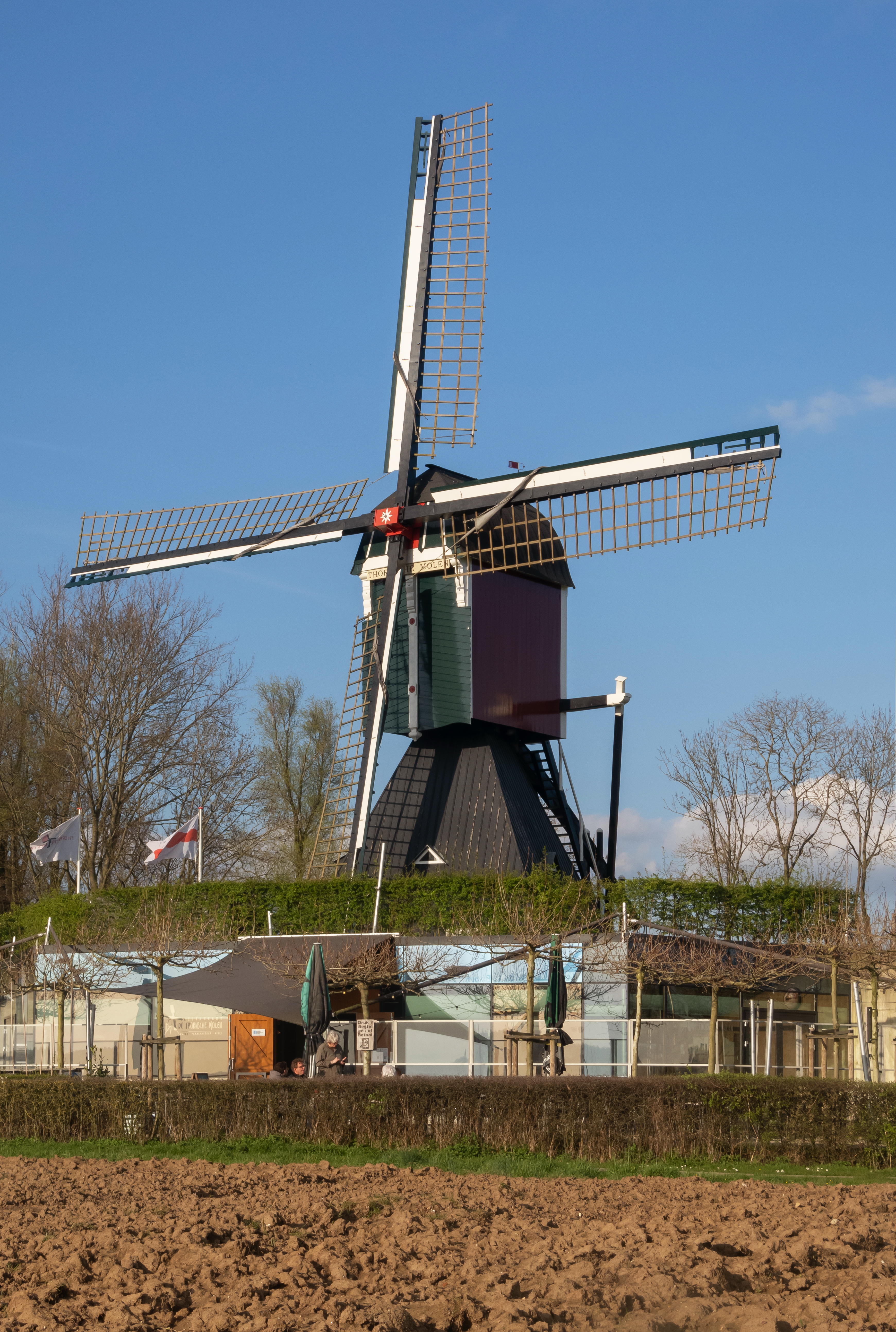
Wercheren, de Thornsche Molen

Wercheren is een buurtschap in de Nederlandse gemeente Berg en Dal, gelegen in de provincie Gelderland. Het ligt twee kilometer ten zuiden van Ooij.

## Geschiedenis
Tot en met 31 december 2014 was Wercheren onderdeel van de gemeente Ubbergen. Op 1 januari 2015 ging deze plaats samen met de gemeente Groesbeek en de gemeente Millingen aan de Rijn op in de gemeente Berg en Dal.